# Zgromadzenie Gujany

## Chronologiczna lista przewodniczących władz terytorialnych Gujany Francuskiej

### Lista przewodniczących Rady Generalnej Gujany Francuskiej
| #    | Imię i Nazwisko       | Kadencja        | Kadencja        |
| #    | Imię i Nazwisko       | Od              | Do              |
| ---- | --------------------- | --------------- | --------------- |
| 1    | Vermont Polycarpe     | 1945            | 1948            |
| 2    | Auguste Boudinot      | 1948            | 1955            |
| 3    | Eudoxie Vérin         | 1955            | 1956            |
| 4    | Roland Barrat         | 1956            | 1958            |
| 5    | Joseph Symphorien     | 1958            | 1965            |
| 6    | Henri Plenet          | 1965            | 1967            |
| 7    | Jules Harmois         | 1967            | 1970            |
| 8    | Léopold Héder         | 1970            | 1973            |
| 9    | Claude Ho-A-Chuck     | 1973            | 1979            |
| 10   | Elie Castor           | 1979            | 1982            |
| 11   | Georges Othily        | 1982            | 1983            |
| 12   | Emmanuel Bellony      | 1983            | 1985            |
| (10) | Elie Castor           | 1985            | marzec 1994     |
| 13   | Stéphan Phinera-Horth | marzec 1994     | 30 marca 1998   |
| 14   | André Lecante         | 30 marca 1998   | 26 marca 2001   |
| 15   | Joseph Ho-Ten-You     | 26 marca 2001   | 4 kwietnia 2004 |
| 16   | Pierre Désert         | 4 kwietnia 2004 | 20 marca 2008   |
| 17   | Alain Tien-Liong      | 20 marca 2008   | 18 grudnia 2015 |

### Lista przewodniczących Rady Regionalnej Gujany Francuskiej
| # | Imię i Nazwisko    | Kadencja         | Kadencja         |
| # | Imię i Nazwisko    | Od               | Do               |
| - | ------------------ | ---------------- | ---------------- |
| 1 | Serge Patient      | 1974             | 28 stycznia 1980 |
| 2 | Jacques Lony       | 28 stycznia 1980 | 1983             |
| 3 | Georges Othily     | 1983             | 29 marca 1992    |
| 4 | Antoine Karam      | 29 marca 1992    | 26 marca 2010    |
| 5 | Rodolphe Alexandre | 26 marca 2010    | 18 grudnia 2015  |

### Lista przewodniczących Zgromadzenia Gujany Francuskiej
| # | Imię i Nazwisko    | Kadencja        | Kadencja     |
| # | Imię i Nazwisko    | Od              | Do           |
| - | ------------------ | --------------- | ------------ |
| 1 | Rodolphe Alexandre | 18 grudnia 2015 | 2 lipca 2021 |
| 2 | Gabriel Serville   | 2 lipca 2021    | nadal        |